# 드린케르
드린케르(Drinker)는 힙실로포돈과에 딸린 조각류 공룡의 속으로, 쥐라기 후기 북아메리카에 살았다. 학명은 에드워드 드링커 코프를 기념하여 명명된 것이다.
신장 2 미터, 체중 10 kg 이상의 상대적으로 작은 공룡이다. 이족보행성으로 앞다리는 짧고 머리가 작으며 뒷다리는 길고 튼튼했다.